# 太空垃圾

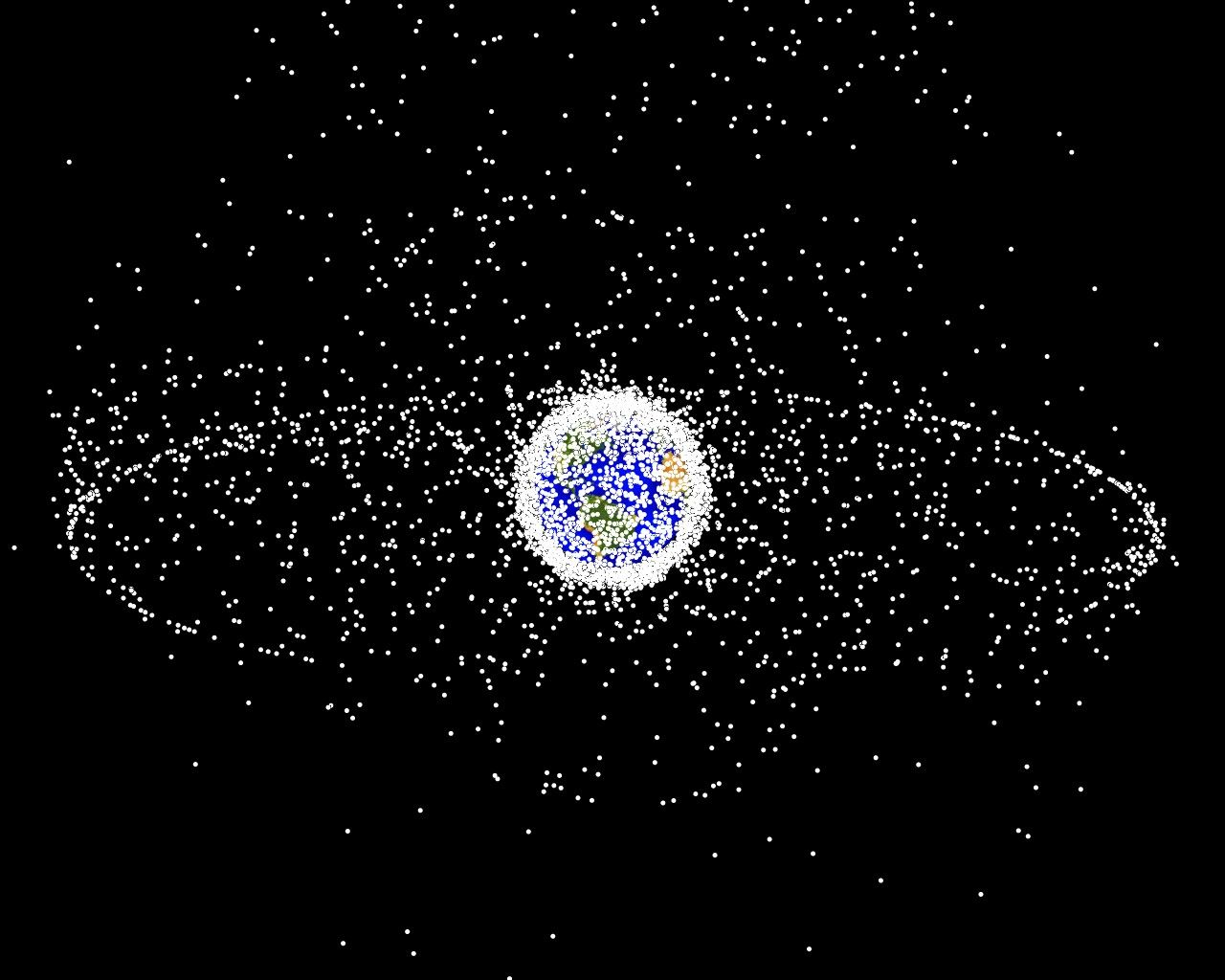
太空垃圾的分布示意图。其中有两个主要的分布带：位于地球静止轨道上的环状带及位于近地轨道上的云状带。

太空垃圾（space debris或space junk），学术上也常称为空间碎片，是指在绕地球轨道上运行，但不具备任何用途的各种人造物体。这些物体小到固态火箭的燃烧残渣，大到在发射后被遗弃的多節火箭。它们有撞击其它航天器的风险，某些太空垃圾在返回大气层时也会对地面安全造成威胁。
由于太空垃圾以轨道速度运行，動能巨大（每秒7km以上），若与它们相撞可能会严重损坏尚在运作的航天器，甚至威胁到宇航员在舱外活动时的生命安全。随着太空探索的推进，太空垃圾的数量逐年递增，所带来的问题日益嚴重，受到关注。

## 概要
太空垃圾包括因寿命已尽而报废、或因事故和故障而失控的人造卫星、发射各类航天器时使用过的火箭本身及其一部分零件、多级火箭分离时产生的碎片、大块碎片相互碰撞后产生的小碎片、甚至还有宇航员遗失的手套和工具等物品。它们与天然岩石、矿物质和金属等构成的宇宙尘埃、流星体等是不同的概念。

## 历史
自苏联发射人类第一颗人造卫星斯普特尼克1号以来，全世界各国一共执行了超过4000次以上的发射任务，产生了大量的太空垃圾。虽然其中的大部分都通过落入大气层燃烧殆尽，但是现在还有超过4500吨的太空垃圾残留在轨道上。美国于1958年发射的尖兵1号（Vanguard 1）人造卫星报废后至今仍在其轨道上运行，是轨道上现存历史最长的太空垃圾。

## 产生原因

### 人为散布
美国在20世纪60年代曾经执行过西福特计划，将4亿3000万根 铜制偶极天线（全长1.78厘米，直径25.4微米（1961年）/17.8微米（1963年）的针状物）散布在轨道上形成云状环，从而反射无线电信号以便海外的美军能更好地与本国联系。本计划散布的针状物分布于高度在3500公里到3800公里之间，轨道倾角在96度到87度之间的轨道范围，最终成为了太空垃圾
。根据当时美国联合国大使阿德莱·史蒂文森的说法，在太阳辐射压力的作用下，这些针将会在短短3年内离开轨道。但事实上直到现在仍有相当数目的针残留在轨道上， 偶然才会返回大气层。

### 已报废卫星與用后的火箭
大部分第一節都會自然落入大氣燒毀，而後面級若能達到入軌高度，一般則會進行反推來回收（早期版本的火箭可能不會擁有此功能），不過少部分情況下，會因為引擎突然爆炸或是零組件遺落、燃料估算錯誤而導致最終可能無法進行所謂可操作墜毀的過程。另外，雖然很多衛星達使用壽命後都會透過變軌來碰撞大氣自毀，但除了高軌道衛星動能龐大、難以墜毀之外，有時候老舊衛星操作也會遇到不可預期的問題而失控。而這是目前大型垃圾的主要來源，如「高層大氣研究衛星」（UARS）、尖兵1號人造衛星。

### 遗失的器材
在Edward Tufte所著的書籍《Envisioning Information》中提及到現存的太空垃圾當中也包括一隻太空人爱德华·怀特在進行舱外活动時遺失的手套；迈克尔·科林斯在双子星座10号任務期間遺失的攝影機及和平号空间站運作15年間棄掉的垃圾袋、一個扳手和一支牙刷。參與STS-116的蘇尼特·威廉斯在一次舱外活动期間也丟失了一個攝影機。STS-120的工作人員在維修国际空间站上一塊太陽能電池板時遺失一對鉗，在STS-126中一名太空人進行舱外活动時丟失了一個與公文包大小相約的工具包。

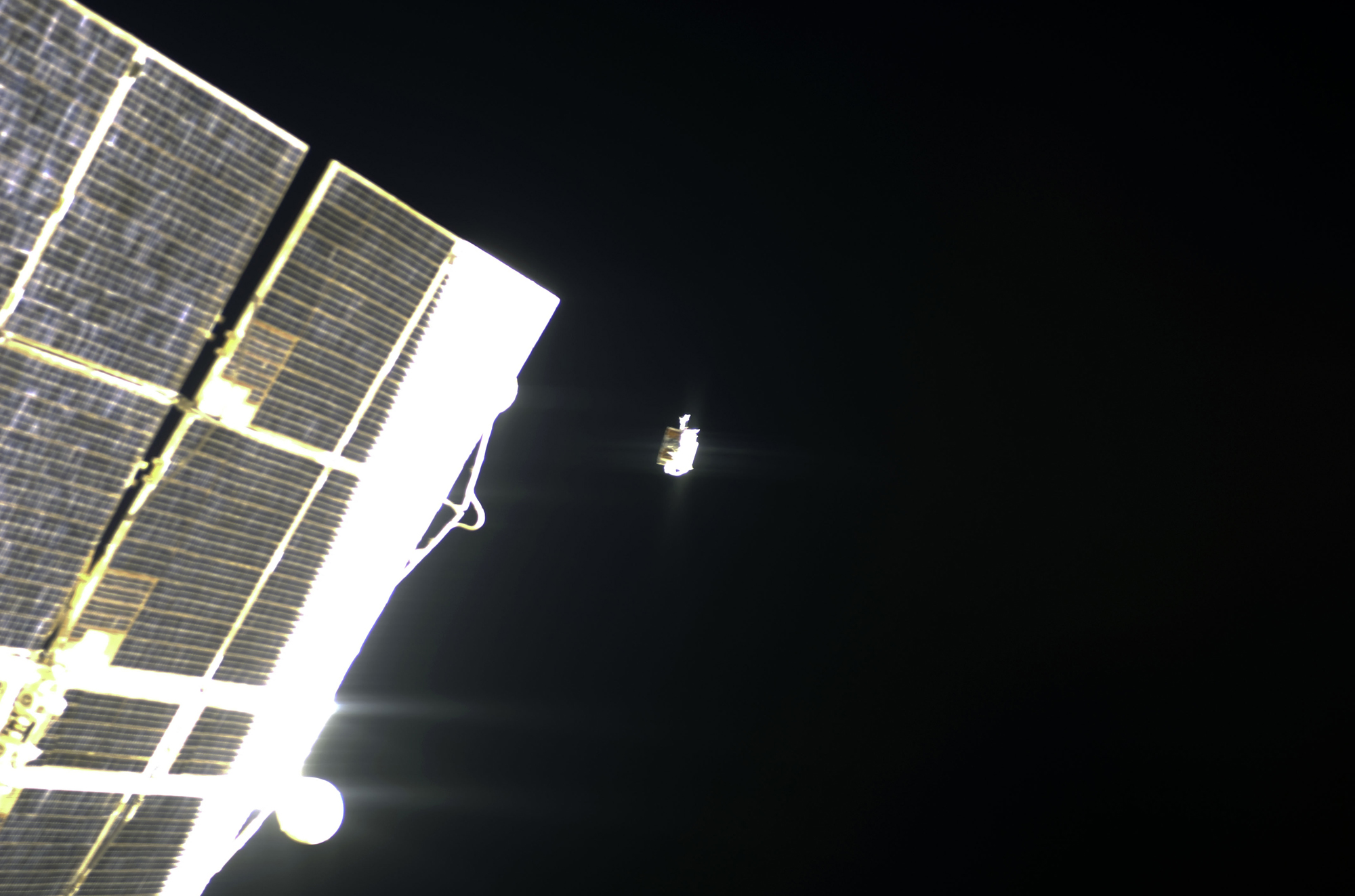
在STS-126中丟失的工具包(畫面正中)。

### 反卫星武器
美國與前蘇聯在60至70年代所進行的一系列反衞星武器試驗為太空垃圾的主要來源之一。在理解到太空垃圾的問題與及其嚴重性後，大部份反衞星武器計劃及其試驗皆被終止。當時美國唯一一個能夠運作的反衞星武器「437號計劃」亦於1975年正式關閉。
美國在80年代重新啟動反衞星武器計劃，與渥特（Vought）公司簽約研發出ASM-135反衞星飛彈，並在1985年進行實驗擊毀了一個環繞地球525公里重2200磅的衞星，製造了上千顆大于1厘米的太空垃圾。所幸由於實驗在較為低的軌道上進行，大部份的碎片被重力牽引並在大氣層內燃燒殆盡。
中國在2007年進行的反卫星试验估计共造成了2300件以上（2007年12月13日的数据显示）的可被追踪的(尺寸大于高尔夫球)、35000多片大于1厘米的和100多万个大于1毫米的太空垃圾。由于在目标卫星的轨道高度大气阻力非常小，这些太空垃圾将在轨道上运行数十年后才能被逐渐耗尽。

## 危险性

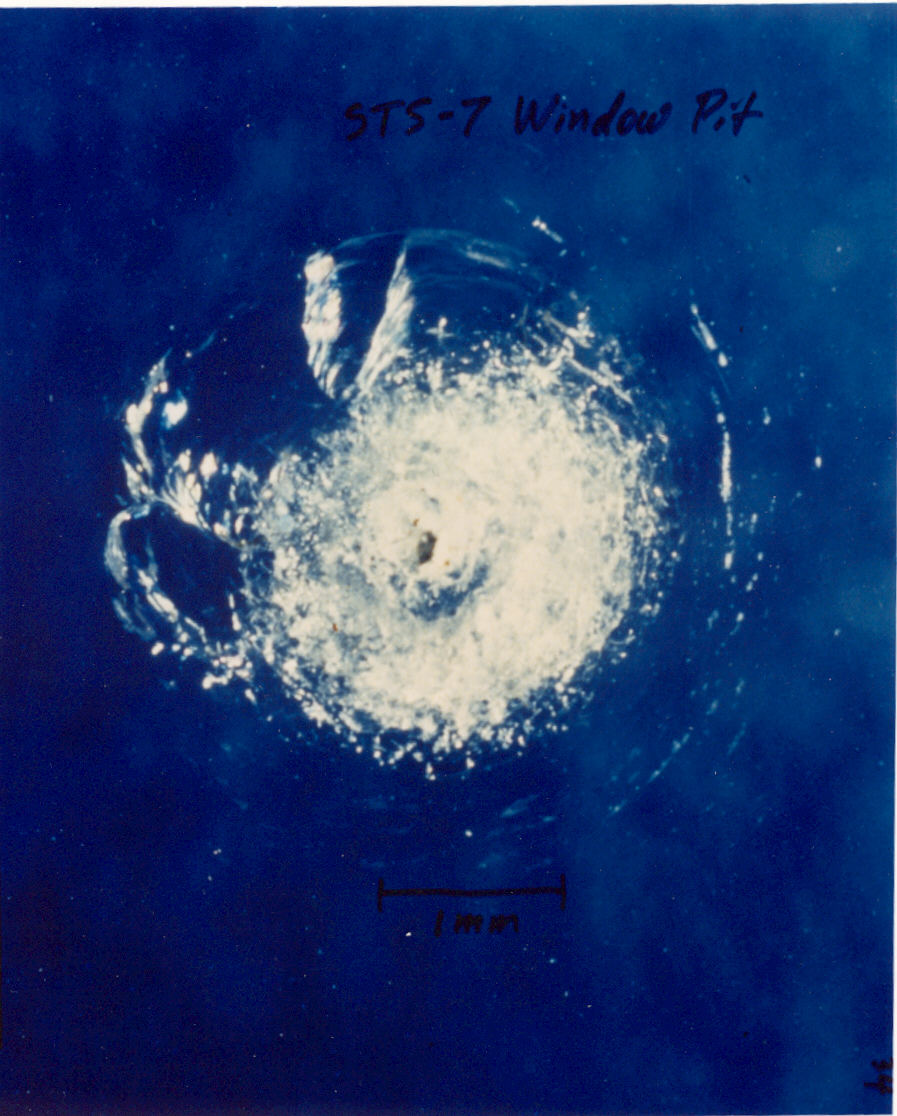
STS-7 期间，挑战者号航天飞机的一个窗户与油漆碎片相撞，在其一处窗户上形成了一个撞击坑。

太空垃圾一般在高300-450公里的近地轨道上以每秒7-8公里，而在36000公里高度的地球静止轨道上则以每秒3公里的速度高速运动，根据轨道倾角碰撞时的相对速度甚至可以达到每秒10公里以上，因此具有巨大的破坏力。因此太空垃圾若与运作中的人造卫星、载人飞船或国际空间站相撞，会危及到设备甚至宇航员的生命，据计算一块直径为10厘米的太空垃圾就可以将航天器完全摧毁，数毫米大小的太空垃圾就有可能使它们无法继续工作。而太空垃圾也因此成为了国际问题。

### 凯斯勒现象
凯斯勒现象理论假设认为新產生的太空垃圾會和正常工作的衛星碰撞，進而產生新的太空垃圾。新的太空垃圾繼續加重已有的問題，產生連鎖反應。
有些學者認為，当太空垃圾的密度达到一定程度时，会造成太空垃圾布满近地轨道，令人类在数百年内无法进行太空探索甚至使用人造卫星。

## 应对方法

### 观测与追踪
尽管太空垃圾的数目与日俱增， 由于它们都在各自不同的轨道上运转，想要将它们回收或是控制非常困难。为了防止碰撞而对地球附近的太空垃圾等物体进行观测被称为空间警戒。美国空间监视网络（US Space Surveillance Network, SSN）、俄罗斯空间监视系统（Space Surveillance System, SSS）等机构对约10厘米以上的较大太空垃圾进行编录并实时监视，而日本也在美星空间警戒中心、上斋原空间警戒中心进行太空垃圾的观测工作。已被编录的大于10厘米太空垃圾现已超过9000个，而1毫米以下的微小太空垃圾可能有几百万甚至几千万个。

### 外力移除
由外層空間以高能雷射或太陽能，可以聚焦擊毀或使其減速墜入大氣層。

### 自行消灭
必須建立在尚可控的條件下，例如啟動火箭來使其減速。

## 产生大量太空垃圾的历史事件
- 1961年至1963年美国西福特计划
- 2007年中国反卫星导弹试验
- 2009年卫星碰撞事件